# بنك الكويت الدولي
بنك الكويت الدولي هو مصرف كويتي تأسس عام 1973 يقوم بجميع الأعمال المصرفية والاستثمارية المتوافقة مع أحكام الشريعة الإسلامية. 

## تاريخ
تأسس البنك في 13 مايو 1973 تحت اسم البنك العقاري الكويتي ولذلك لتلبية الحاجة المتزايدة لمصرف متخصص في التمويل العقاري. هدف البنك لتقديم التسهيلات المصرفية للمستثمرين والمقاولين وأصحاب الأملاك الخاصة. بنك الكويت الدولي. وفي الأول من يوليو من عام 2007 تحول نظام البنك ليقوم على نظام المصرفية الإسلامية وتغير اسم البنك من العقاري ليصبح بنك الكويت الدولي. وتقدر أصول البنك بحوالي مليار دينار كويتي عام 2011. وله في الوقت الحالي 27 فرع منتشر في مناطق الكويت.      

## الأداء المالي والتوسع
أظهرت النتائج المالية لبنك الكويت الدولي انتعاشًا ملحوظًا خلال النصف الأول من عام 2025. فقد ارتفع صافي أرباح البنك بنسبة تقارب 23.2٪ لتصل إلى نحو 15 مليون دينار كويتي، مقارنة بـحوالي 12.2 مليون دينار خلال نفس الفترة من عام 2024. وجاء هذا النمو مدعومًا بارتفاع إجمالي الإيرادات التشغيلية إلى 46.3 مليون دينار (بنمو 10.4٪)، مع انخفاض ملحوظ في جملة المخصصات بنسبة 43.8٪، مما ساهم في تعزيز هامش الربح الصافي ليصل إلى 32.4٪، مقارنة بـ29٪ سابقًا. كما سجّل البنك نموًا في الموجودات بنسبة 6.9٪ خلال النصف الأول من العام، لترتفع من 3.923 مليار دينار إلى حوالي 4.194 مليار دينار.

## نتائج الربع الثاني 2025
حقق بنك الكويت الدولي في الربع الثاني من عام 2025 قفزة في الأرباح بلغت 25٪ لتصل إلى 7.5 مليون دينار كويتي (نحو 24.5 مليون دولار). أما أرباح النصف الأول فقد ارتفعت بنسبة 23.2٪ لتصل إلى 14.8 مليون دينار. وقد عزا البنك هذا النمو إلى ارتفاع إيرادات التشغيل وانخفاض المخصصات، رغم ارتفاع طفيف في المصروفات التشغيلية. كما ارتفعت الموجودات بنسبة 20٪ لتصل إلى نحو 4.19 مليار دينار.

## شراكات إقليمية
لعب بنك الكويت الدولي دورًا في دعم مشروعات الشراكة بين القطاعين العام والخاص (PPP) في السوق الكويتية والإقليمية. ففي عام 2010، وقع البنك اتفاقية تعاون مع البنك التجاري الدولي المصري (CIB)، نصت على أن يتولى بنك الكويت الدولي مهمة تسويق وترويج مشروعات الشراكة المصرية مع القطاع الخاص في الكويت.